# جيرى لابوس
جيري لابوس (من مواليد 26 يناير 1950) هو ممثل تشيكي.

## حياته
جيرى لابوس من مواليد يوم 26 يناير سنة 1950 في براج.

## الدراسة
درس في أكاديمية الفنون التمثيلية